# História da Organização das Nações Unidas
A história da Organização das Nações Unidas como uma organização internacional tem origem ao final da Segunda Guerra Mundial e, desde então, seus objetivos de manter a paz e atividades de cooperação entre as nações têm se expandido para transformá-lo em um arquetípico organismo internacional do início do século XXI.
O presidente dos EUA, Franklin Delano Roosevelt (1933-1945), inspirado na Liga das Nações, sugeriu a expressão "Nações Unidas" para fazer referência aos Aliados da Segunda Guerra Mundial. Roosevelt sugeriu o termo para Winston Churchill, primeiro ministro da Inglaterra (1940-1945), que citou a frase de Byron "Nações Unidas" em Childe Harol´s Pilgrimage quando se referia aos aliados da Batalha de Waterloo (1815). Franklin Roosevelt adotou o nome "Declaração das Nações Unidas" e o uso oficial desse termo em 18 de setembro de 2001, no primeiro de uma série de tratados assinado pelos países aliados durante a Segunda Guerra Mundial.

## Preliminares
A ideia futura das Nações Unidas como um organismo internacional emergiu de declarações assinadas durante o período de guerra nas conferências dos aliados como a Conferência de Moscou e a Conferência de Teerã em 1943. No período entre agosto a outubro de 1944, representantes da França, China, Grã Bretanha, Estados Unidos e a União Soviética se encontraram para elaborar planos na Conferência Dumbarton Oaks, em Washington D.C. Esse encontro produziu propostas destacando as das Nações Unidas, os membros e órgãos para manter a paz internacional, segurança e a cooperação econômica e social internacional. Governos e cidadãos privados do mundo inteiro discutiram e debateram essas propostas.
Durante a Conferência de Yalta foi decidido que os membros seriam os que apoiaram os aliados a partir de 1 de Março de 1945.

## Estabelecimento
Em 25 de abril de 1945, a Conferência das Nações Unidas sobre Organização Internacional começou em São Francisco, Estados Unidos.  Além dos governos, algumas organizações não governamentais, como a Rotary International e Lions Clubs International, foram convidadas à participar da elaboração de uma Carta. Em 26 de junho, depois de dois meses de trabalho, as 50 nações representadas na conferência assinaram a Carta das Nações Unidas. A Polônia, que não pode enviar um representante à conferência por motivos de instabilidade política, assinou a carta no dia 15 de outubro de 1945.
A Carta da Nações Unidas, entretanto, afirmava que antes de entrar em vigor deveria ser ratificada pelos governos da República da China, França, URSS, Reino Unido e EUA, e pela maioria dos outros 46 países signatários. Isto ocorreu no dia 24 de outubro de 1945, quando a ONU foi oficialmente formada. Essa data é comemorada pelo mundo como o "Dia das Nações Unidas".
A Liga das Nações se dissolveu formalmente no dia 16 de abril de 1946 e transferiu suas missões para a ONU.

## Atividades
A Organização das Nações Unidas (ONU) tem alcançado uma proeminência considerável na arena social, promovendo direitos humanos, desenvolvimento econômico, descolonização, saúde e educação, por exemplo, e se engajando na questão dos refugiados e nas trocas comerciais.
Artigo principal: A história das Nações Unidas na manutenção da paz.
Os líderes da ONU compartilhavam da esperança de que a criação do órgão iria prevenir possíveis conflitos entre as nações e fazer com que futuras guerras fossem, assim, impedidas. Estas expectativas obviamente não chegaram a se concretizar. Desde, aproximadamente, 1947 até 1991 a bipolarização do mundo em campos hostis durante a Guerra Fria fez com que acordos para a manutenção da paz fosse extremamente dificultados. Logo após o fim da Guerra Fria, novas tarefas para que a ONU se tornasse um órgão com o objetivo de alcançar a paz mundial e de cooperação, uma vez que, muitas outras atividades militares e conflitos continuaram a se expandir através do globo. A queda da União Soviética deixou os Estados Unidos numa posição única de domínio global, criando, deste modo, novas problemáticas para a ONU (ver os Estados Unidos e as Nações Unidas).

## Instalações
Em dezembro de 1945 o senado e a Câmara dos Representantes dos EUA, por unanimidade, requisitaram que a ONU tivesse sua sede nos Estados Unidos. A ONU aceitou a sugestão e, após considerar alguns locais em Black Hills, Flushing Meadows-Corona Park, Navy Island e o local que se tornaria o World Trade Center, construiu a sede da ONU em Nova Iorque entre 1949 e 1950 ao lado do East River em um terreno adquirido por U$ 8,5 milhões doados por John D. Rockfeller Jr. A sede foi oficialmente aberta em 9 de janeiro de 1951, apesar da construção não ter sido totalmente finalizada antes do dia 9 de outubro de 1952.
Devido a um acordo feito com o governo norte americano, a ONU usufrui de alguns privilégios e imunidades diplomáticas, porém, na maioria das vezes, as leis da cidade e do estado de Nova Iorque, além das leis dos Estados Unidos, também se aplicam.
A principal sede da ONU está localizada em Nova Iorque, enquanto outras grandes agências da organização se localizam em Genebra, Haia, Viena, Nairóbi e outras cidades.

## Estrutura e organizações associadas
A base constitucional da ONU se alterou um pouco e o vasto aumento de membros alterou as funções e funcionamento de alguns dos orgaos que a compõe. A ONU como um todo gerou uma rica variedade de organizações não governamentais assim como õrgãos especiais ao longo dos anos. Algumas com foco regional, algumas específicas para uma das várias missões de paz e outras de importância universal. Outros órgãos ainda, como a Organização Internacional do Trabalho, surgiram antes do estabelecimento da ONU e apenas mais tarde se associaram a ela.

## Conselho de Segurança
Único órgão do sistema internacional capaz de adotar decisões obrigatórias para todos os Estados-membros da ONU, sendo responsável por zelar pela manutenção da paz e da segurança internacional. O Conselho é composto por 15 membros, dos quais 5 (EUA, França, Russia, Reino Unido e China) são permanentes e tem poder de veto enquanto os outros dez são eleitos pela Assembleia Geral para 2 anos de mandato.

## Brasil na ONU
O Brasil busca exercer maior influência internacional por meio da ONU. Além de ser o representante brasileiro que inicia os discursos da Assembleia, o Brasil tem a intenção de se tornar um membro permanente do Conselho de Segurança. Ademais, em 2011, Anibal Cavaco Silva defendeu que a língua portuguesa passasse a ser uma das línguas oficiais da ONU.